# Príncipe Azul
Príncipe Azul (Deutsch: „Blauer Prinz“, eigentlich: Herberto Emiliano de Costa; * 11. September 1901 in Buenos Aires; † 9. September 1935) war ein argentinischer Tangosänger.

## Leben und Wirken
Azul studierte Philosophie und auch mehrere Jahre Medizin. Als Sänger debütierte er 1924 mit dem jungen Pianisten José Tinelli. Nach einigen Aufnahmen mit dem Orchester José Luis Andreonis in Brasilien wurde er 1930 der Nachfolger Charlos in Francisco Lomutos Orchester, mit dem er vierzehn Titel aufnahm. Darauf schloss er sich als Refrainsänger (estribillista) dem Orchester von Roberto Firpo an. Hier wirkte er an mehr als vierzig Aufnahmen mit. Als Duopartner von Dorita Davis nahm er den Tango Pensando en ti von Firpo und die Ranchera Titina von Roberto Firpo und Nicolás Trimani auf. 
1932 begann er seine Laufbahn als Solosänger bei Radio Belgrano und später bei Radio La Nación. In dem Film Canillita trat er neben Amanda Ledesma und Lopecito auf. 1932 reiste er mit seinem Freund Héctor Quesada in die USA, um einen Vertrag mit der National Broadcasting Company in New York über Auftritte in zwei Filmen zu unterzeichnen. Sein unerwarteter Tod wenige Tage vor seinem 34. Geburtstag durchkreuzte jedoch diese Pläne.